# Echiopsis curta
Echiopsis curta – gatunek jadowitego węża z podrodziny Hydrophiinae w obrębie rodziny zdradnicowatych (Elapidae); jedyny przedstawiciel rodzaju Echiopsis. Występuje w południowej Australii (w stanach Australia Zachodnia, Australia Południowa, Wiktoria i Nowa Południowa Walia). Zamieszkuje wrzosowiska, otwarte zarośla (w tym formację mallee), zadrzewienia i obrzeża lasów. Prowadzi nocny tryb życia. Żywi się m.in. jaszczurkami, żabami, ptakami, ssakami i owadami.